# Albrecht Stürler
Albrecht Stürler (~ 6. März 1705 in Bern; † 27. April 1748 ebenda; Bürger von Bern) war ein Schweizer Architekt.

## Leben
Albrecht Stürler wurde als Sohn des Werkmeisters Daniel Stürler in Bern geboren. Ihm wurden in der Vergangenheit zahlreiche Bauten in Bern zugeschrieben. Nachweislich erbaute er in Baden das hintere Bernerhaus sowie den alten «Gasthof zur Krone» in Bern. Pläne verfertigte er zum Neubau des Stiftgebäudes am Berner Münsterplatz, des Schlosses Interlaken und zum Erlacherhof in Bern. Zugeschrieben werden ihm die Pläne zum Neuschloss Worb. Albrecht Stürler starb unverheiratet und hinterliess sein Erbe seinem Neffen Ludwig May.